# Terme di San Calogero
Terme di San Calogero (v překladu Lázně svatého Calogera) jsou lázně nacházející se na ostrově Lipari, který je jednou z částí stejnojmenné obce v metropolitním městě Messina na území autonomního italského regionu Sicílie. Lázně svatého Calogera jsou považovány za nejstarší lázně ve Středomoří, respektive za nejstarší parní lázně na světě.

## Historie
Podle archeologických nálezů keramiky, pozůstatku zdí, rozvodů termální vody a kruhové pohřební stavby tholosu z 15. století př. n. l. je existence starověkých lázní v lokalitě na západě ostrova Lipari datována do období mykénské kultury, tj. do doby bronzové. Tholos z lokality San Calogero je jediným příkladem tohoto typu mykénské architektury mimo území Řecka.

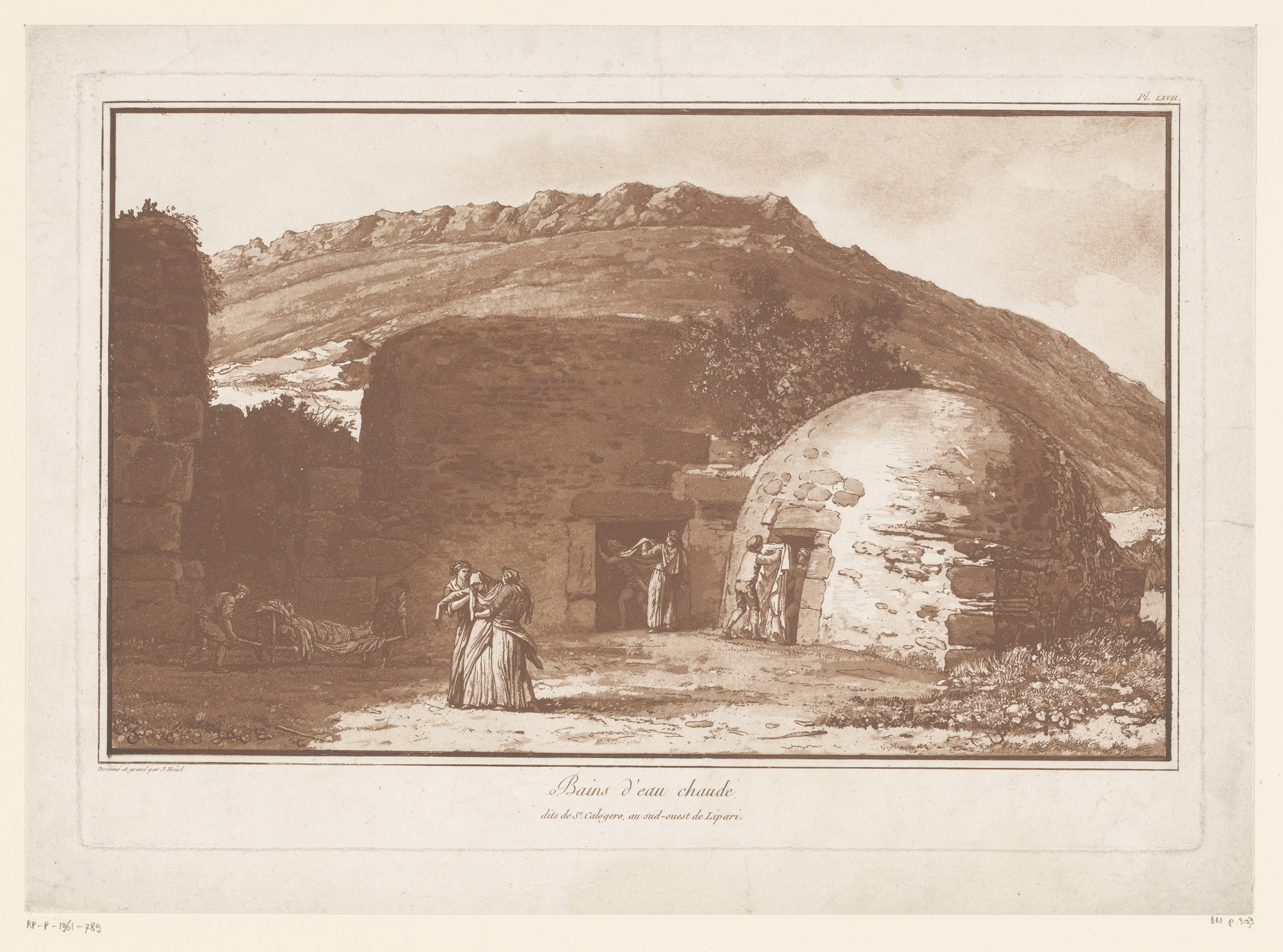
Jean-Pierre Houël: Lázně svatého Calogera v 80. letech 18. století. (Ze sbírek Rijskmuseum Amsterdam)

Přesná doba vzniku lázní ovšem není známa, je pouze doloženo, že existovaly již ve zmíněném 15. století př. n. l. První písemná zmínka o lázních na ostrově Lipari pochází z roku 50 př. n. l.  Řecký historik Diodóros Sicilský ve svém díle Bibliothéké historiké se zmiňuje o tom, že tyto lázně byly v uvedené době již velmi známé a využívané při léčbě četných nemocí. Další písemné zmínky o využívání termálních pramenů na Lipari lze nalézt ve Strabónově Geografice, případně ve spisech Plinia staršího nebo Athénea.
Ve 4. století byl areál termálních lázní poškozen zemětřesením. Jejich někdejší věhlas jim vrátil až poustevník a křesťanský kazatel Calogero Sicilský, později prohlášený za svatého, který kolem roku 530 n. l.  pobýval na Lipari a zdejší termální vody používal k léčebným účelům. Lázně byly proto později nazvány jeho jménem.
Po dalších více než jedenáct století nejsou o lázních žádné zprávy až do roku 1694, kdy se historik Pietro Campis o nich zmiňuje jako o funkčních a zdraví prospěšných. Na přelomu 18. a 19. století zde prováděli výzkumy vědci Lazzaro Spallanzani a Francesco Maria Filomena a potvrdili léčivé vlastnosti zdejších termálních vod. Liparský městský lékař a spisovatel Ferdinando Rodriquez ve svém díle Storia delle malattie endemiche ed epidemiche dell'isola di Lipari z roku 1856 doporučoval termální vody z Lázní svatého Calogera pro léčbu kožních chorob.  
Koncem 60. let 19. století byla v místě někdejších starověkých lázní postavena nová lázeňská budova. Objekt byl uveden do provozu v roce 1872. Na počátku 20. staletí nastala opětovná stagnace lázeňského provozu, zapříčiněná sopečnou aktivitou v sicilském regionu (erupce na sousedním ostrově Vulcanu v letech 1888 až 1890 nebo katastrofické zemětřesení, které postihlo Messinu 28. prosince 1908). 
Lázně přesto zůstaly funkční i přes období obou světových válek až do roku 1975, kdy pro celkovou zastaralost a zchátralost byly uzavřeny. Pozornost jim byla znovu věnována až po roce 2011, kdy v budově z 19. století začalo být připravováno zřízení informačního centra a muzea. Muzeum bylo otevřeno v roce 2013.

## Popis lokality a přístup

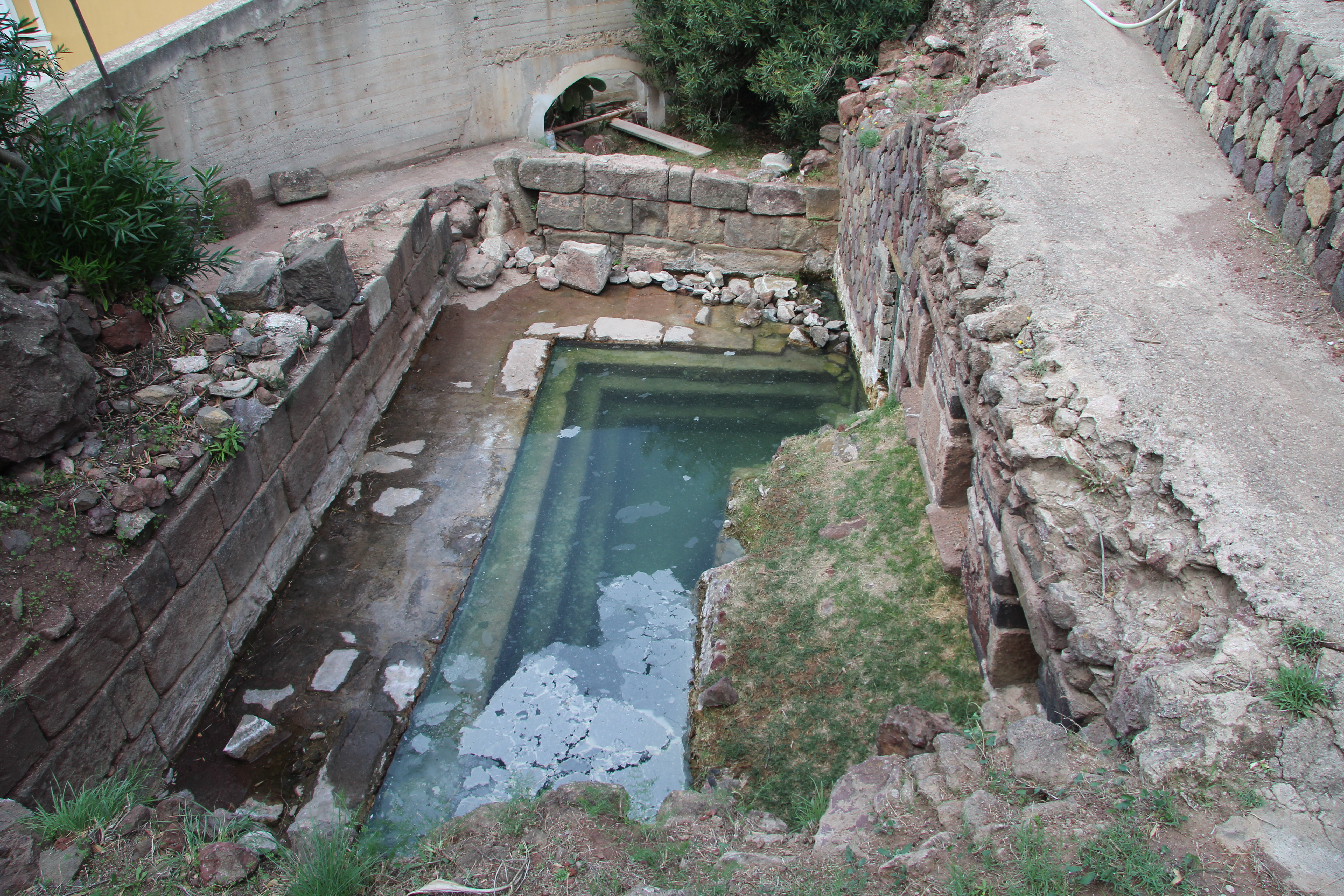
Venkovní část lázní

Bývalé lázně se nacházejí v nadmořské výšce 150 metrů na západních svazích ostrova Lipari.Termální vody v této lokalitě dosahují teploty až 57 °C. Terme di San Calogero jsou evidovány mimo jiné i jako mineralogická lokalita. Je zde zaznamenán výskyt pěti druhů minerálů, jejichž vznik je vesměs spojen s postvulkanickými a hydrotermálními procesy: alunitu, anhydritu, jarositu, kaolinitu a sádrovce.
Z města Lipari vedou na západ ostrova místní silnice. Nejbližší zastávky regionálních autobusů jsou ve vesnici Pianoconte. Od lázní jsou tyto zastávky vzdálené po místních komunikacích zhruba 2,2 až 2,5 km.